# ساخت کامپوزیت
ساخت کامپوزیت یک اصطلاح عمومی برای توصیف اجرای هر نوع ساختمانی است که از چندین نوع مصالح متفاوت تشکیل شده‌است. ساخت کامپوزیت اغلب در ساخت هواپیماها، شناورها و ساختمان ها مورد استفاده قرار می‌گیرد. دلایل مختلفی برای استفاده از مواد کامپوزیت وجود دارد که شامل افزایش مقاومت، زیبایی‌شناسی و پایداری محیط زیست است.

## مهندسی سازه
در مهندسی سازه، ساخت و ساز کامپوزیت هنگامی وجود دارد که دو ماده مختلف آنقدر محکم به هم وصل شوند که از نظر سازه ای به عنوان یک عضو واحد عمل کنند. هنگامی که این اتفاق می‌افتد، به آن عملکرد کامپوزیت گفته می‌شود. یک مثال متداول تیرهای فلزی که تکیه گاه دال بتنی کف می‌باشند. اگر تیر به‌طور محکم به دال متصل نشود، آنگاه دال تمام وزن خود را به تیر منتقل می‌کند و دال هیچ مشارکتی در توانایی حمل بار تیر ندارد. اما اگر دال به صورت مؤثر با گل میخ‌ها به تیر متصل شود، می‌توان فرض کرد که بخشی از دال کاملاً ترکیبی با تیر عمل می‌کند. در واقع، این المان کامپوزیت تیری بزرگتر و قوی تر از آنچه که توسط تیر فولادی به تنهایی ارائه می‌شود ایجاد می‌کند. مهندس سازه، در مسیر تجزیه و تحلیل قابلیت حمل بار توسط تیرهای کامپوزیت، به عنوان یک مرحله از محاسبات، باید مشخصات سازه ای بخش تبدیل شده را محاسبه کند.

## ساختمان مسکونی
تیر ساندویچی یک شکل ساده از ساخت کامپوزیت است که گاهی اوقات در ساخت قاب سبک در آمریکای شمالی مورد استفاده قرار می‌گیرد. رای ساخت آن، یک صفحه فولادی بین دو تیر چوبی ساندویچ شده و توسط پیچ به هم وصل می‌شوند. تیر ساندویچی به‌طور معمول می‌تواند بارهای بیشتری را در طول دهانه ای بزرگتر نسبت به یک تیر تمام چوب با همان سطح مقطع حمل کند.

## ساخت عرشه

### عرشه چوبی کامپوزیت
مصالح سنتی عرشه چوب فشرده‌است. مصالح فعلی که بسیاری از پیمانکاران برای استفاده انتخاب می‌کنند، عرشه کامپوزیت است. این ماده معمولاً از کامپوزیت پلاستیکی چوبی یا پلاستیک تقویت شده با فایبرگلاس (FRP) ساخته می‌شود. چنین موادی پیچ و تاب، ترک و شکاف برنمی‌دارند و به اندازه مصالح سنتی عرشه چوب فشرده متنوع و قابل تغییر هستند. عرشه کامپوزیت در طی چندین فرایند مختلف ساخته می‌شود و با تنوع زیادی از نظر اندازه، شکل و مقاومت در دسترس است. بسته به نوع کامپوزیت انتخاب شده، مصالح ساخت عرشه می‌تواند برای تعدادی از پروژه‌های ساختمانی دیگر از جمله نرده‌ها و کپرها استفاده شود.

### عرشه فولادی کامپوزیت
در یک عرشه فلزی کامپوزیت، مواد متفاوت مورد بحث از جنس فولاد و بتن هستند. یک عرشه فولادی کامپوزیت، مقاومت کششی فولاد را با مقاومت فشاری بتن ترکیب می‌کند تا راندمان طراحی بالا برده و میزان مصالح مصرفی لازم برای پوشاندن یک منطقه مشخص را کاهش دهد. علاوه بر این، عرشه‌های فولادی کامپوزیت که توسط تیرچه‌های فلزی کامپوزیت ساخته می‌شوند، می‌توانند دهانه‌های بزرگتری را بین عناصر تکیه گاهی ایجاد کنند و در مقایسه با روش‌های ساخت قبلی، میزان خیز ناشی از بار زنده را کاهش داده‌اند.

## کامپوزیت‌های سیمان - پلیمر
کامپوزیت‌های سیمان - پلیمر به عنوان جایگزینی برای سیمان سنتی تولید و آزمایش می‌شوند. سیمان سنتی مورد استفاده به عنوان اندود سیمانی به سرعت روبه زوال می‌روند. زوال سیمان باعث می‌شود که سیمان به راحتی در اثر فرایندهای حرارتی دچار ترک خوردگی شود و درنتیجه در مقابل آب نفوذ پذیر می شودو از نظر سازه ای دیگر سالم و پایدار نخواهد بود. آژانس حفاظت از محیط زیست ایالات متحده در ارتباط با شرکت مصالح و تحقیقات الکتروشیمیایی، یک ماده کامپوزیت سیمان - پلیمر را مورد آزمایش قرار داد که متشکل از خرده لاستیک ساخته شده از لاستیک بازیافت شده و سیمان بود. مشخص شد که ۲۰٪ لاستیک خرد شده می‌تواند بدون اینکه در ظاهر سیمان تأثیر بگذارد، به مخلوط سیمان اضافه شود. این ماده جدید با استفاده از استانداردهای انجمن آمریکایی آزمایش مواد و مصالح (ASTM International) برای مقاومت و پایایی و دوام مورد آزمایش قرار گرفت.

## کامپوزیت‌های با کارایی بالا
یک بخش جدید اما در حال رشد در بخش ساخت و ساز کامپوزیت، عرشه سازی با کارایی بالا است که از طرف شرکت‌هایی مانند Trex Decking و Fiberon حاصل می‌شود. عرشه کامپوزیت با کارایی بالا، در سال‌های اخیر، برای مقابله با نسل‌های اولیه عرشه کامپوزیت مانند کامپوزیت پلاستیک-چوب (WPC) که برای حفظ اعتبار در بازار تلاش می‌کردند، پدید آمده‌است.
با این حال، اکنون تحقیقات نشان می‌دهد که مصرف‌کنندگان محصولات عرشه کامپوزیت را نسبت به عرشه چوب را به نسبت ۱۱ به ۱ انتخاب می‌کنند. نگرانی‌های اولیه در مورد نفوذ رطوبت در عرشه‌های کامپوزیت منجر به ظهور محصولات عرشه با کارایی بالا همراه با پوسته‌های محافظ شده‌است، که اغلب از آن به عنوان "  عرشه کامپوزیت پوشیده شده " یاد می‌شود.
عرشه‌های کامپوزیت پوشیده شده دارای سطح نهایی با کارایی بالا می‌باشند که با اضافه کردن پوسته ای که اغلب «پوشش آماده» نامیده می‌شود، ایجاد می‌شود. این پوسته، بسته به مارک، هر چهار ضلع صفحه کامپوزیت یا فقط قسمت بالا و پهلو را پوشانده‌است. تولیدکنندگان، این پوسته را، با استفاده از فرآیندی به نام Co-اکستروژن (به انگلیسی: co-extrusion)، روی عرشه قرار می‌دهند. اکثر عرشه‌های کامپوزیت پوشیده شده دارای نوعی ضمانت در برابر زنگ‌ها و عملکرد نامناسب است.